# 終焉ノ栞プロジェクト
終焉ノ栞プロジェクト（しゅうえんのしおりプロジェクト）は、ボカロPである150P（わんはーふぴー）により、VOCALOIDを用いて制作された一連の楽曲の総称。また、それら楽曲を中心としたメディアミックス作品群、クリエイター集団の総称である。

## 概要
プロジェクトの主となるのは上記の通り150P制作によるVOCALOID楽曲である。『孤独ノ隠レンボ』『ニセモノ注意報』『完全犯罪ラブレター』『猿マネ椅子盗りゲーム』『在来ヒーローズ』『終焉ノ栞』『負け犬至上主義』などがYouTube、ニコニコ動画で発表されている。
これら楽曲を制作する150Pを「主犯」と呼称しており、ほかに参加しているクリエイターとして、スズム（ストーリーテラーと呼称。楽曲の作詞を担当するほか、作家として小説の執筆をおこなっている）、さいね（デザインを担当）、こみね（イラスト、動画を担当）、空（イラストを担当）、ぎぶそん（ギタリスト）の5名がいる（計6名）。いずれもニコニコ動画を中心に人気を博すクリエイターである。
2012年4月におこなわれた「ニコニコ超会議」での顔合わせをきっかけとして、楽曲制作がおこなわれた。これら楽曲は、作中「終焉ゲーム」と呼ばれる「謎のゲームに巻き込まれた登場人物たちを中心とした学園ミステリー」を模しており、その謎に満ち難解なストーリーや世界観がファンに支持されている。
メディアミックスとして、150PによるCDアルバム「終焉 -Re:write-」をはじめとし、 前述した楽曲の作詞を務めるスズムによるノベライズが刊行され、さらに結城あみのによるコミカライズが2013年1月号より月刊コミックジーンで連載された。その他にもカラオケの鉄人とのコラボレーションイベントがおこなわれるなどしている。2013年12月13日からKONAMIの音楽シミュレーションゲームアプリでコラボパックを配信すると発表され『jubeat plus』では「完全犯罪ラブレター」、「孤独ノ隠レンボ」、「ニセモノ注意報」、「猿マネ椅子盗りゲーム」を、『REFLEC BEAT plus』では「完全犯罪ラブレター」、「孤独ノ隠レンボ」、「在来ヒーローズ」、「負け犬至上主義」を収録。
12月24日に、小説は過去編に話が移った。

## 作風・世界観
楽曲、およびメディアミックス作品の中心となるのは、「ひとりかくれんぼ」や「ドッペルゲンガー」、「メリーさんの電話」、「猿の手」などをはじめとする都市伝説をモチーフとした設定群である。これらを模した学園ミステリー物語となっている。
また、楽曲制作にはVOCALOID「IA」が用いられている。

## あらすじ
オカルト研究会編
オカルトが大好きな高校生4人組が集うオカルト同好会。彼らは放課後になると旧校舎に集まって、怪談、都市伝説などの噂話をしていた。 ある日、いつも集まる旧校舎の音楽室で1冊の古びた日記を見つける。中に書いてあったのは、10年前に起きた禁忌「終焉ノ栞」に関するものだった。 興味本位でメンバーはこの本に書かれた禁忌を犯すが、「裏切り者のキツネ」が現れた為に失敗。彼らは“終焉ゲーム”に巻き込まれてしまう。
映画研究会編
オカルト研究会編より10年前。映画同好会のメンバーは、学園祭の出し物に『終焉ノ栞』という映画を製作する事を始めるが、これがきっかけである惨劇が起きる。

## 登場人物
※担当声優は、ドラマCD版のもの。

### オカルト研究会
A弥
声 - 緒方恵美
『孤独ノ隠レンボ』の主人公。オカルト研究会部長。平凡な日常に退屈しており、人の噂を流すことを唯一の趣味としている。自他共に認める根暗な性格だが、大好きなオカルトに関する話題になると、早口で熱弁を奮う。
B子
声 - 東山奈央
『ニセモノ注意報』の主人公。オカルト研究会部員。校内でトップクラスの美人で、成績、運動神経も良い為、人気が高い。二面性が強く、表向きは上品で淑やかだが、実は怒りっぽい性格。A弥に好意を持っている。
C太
声 - 寺島拓篤
『完全犯罪ラブレター』の主人公。オカルト研究会部員。A弥の幼馴染。容姿は、イケメンの部類に入ると称されている。要領が良く、軽率な態度が目立ち、人を茶化すことが多い。A弥に対して、過保護気味。
D音
声 - 相沢舞
『猿マネ椅子盗りゲーム』の主人公。オカルト研究会部員。B子の友人。清楚で物静かだが、実は人の神経を逆撫ですることが好き。クラスでは目立たない存在。実は、B子に憧れを抱いている。それぞれ違う理由で、A弥とC太にいらだちを感じている。
E祈
声 - 神谷浩史
A弥達と同じ学校に転校してきた少年。

### 映画研究会
A乃
声 - 平野綾
活発な外見だが根は真面目で、レトロゲームが好きだが、かなり下手。 E記の失言に、よく暴力を振るう。映画研究会作『終焉ノ栞』では、B子役を演じる。
B香
声 - 加藤英美里
女性的な外見の少年。 映画研究会のメンバーの1人。下ネタが嫌いらしい。運動神経が非常に悪く、何もない所で転ぶ。 足には大きな傷跡がある。映画『終焉ノ栞』では、A弥役である。
C奈
声 - 米澤円
一見、秀才だが、実はいわゆるオカルトオタクの少女。映画研究同好会の1人。興奮すると不敵な笑みを浮かべる。自分の家は郊外の高級住宅街にある一軒家で、ありとあらゆる文献があるらしい。『終焉ノ栞』では、D音役である。
D介
声 - 小野友樹
映画研究会のメンバーの1人。 前髪で顔が隠れている。いつもお菓子を食べている。背が高く、スタイルがいいらしい。かなりおっとりしており、マイペースな性格。『終焉ノ栞』ではC太役である。
E記
声 - 松岡禎丞
映画研究会のメンバーの1人。ほぼ廃部寸前だった映画研究会を面白そうと言う理由でA乃、B香、C奈、D介を勧誘し立ち上げる。『終焉ノ栞』の発案者。及び、5人で作成した映画の「監督」。明るく仲間思いだが、思った事は何でも口にしてしまう。

## CD

### 『終焉-Re:write-』
2013年3月13日に、150Pのデビューアルバムともなる「終焉-Re:write-」が発売されている。当初2013年2月27日の発売予定であったが、スタッフの体調不良により延期された。
「終焉-Re:write-」には、前述の『孤独ノ隠レンボ』『ニセモノ注意報』『完全犯罪ラブレター』『猿マネ椅子盗りゲーム』のほか新曲、および曲間に挿入されるインストルメンタルと声優・神谷浩史、相沢舞の両名によるナレーションを収録した。全25曲。
通常版がリリースされたほか、スズムによるアレンジが収録されたCD、およびPVを収録したDVDが同梱され、またジャケットイラストの異なる初回限定版がリリースされた。また、2013年3月11日から17日分のオリコンウィークリーチャートで10位にランクインしている。
- CD
  1. 「-犯行声明-」(Instrumental)
  2. 終末-Re:write-
  3. 「-ふるぼけた日記-」(Instrumental)
  4. 終焉ノ栞
  5. 「-ひとりぼっち遊戯-」(Instrumental)
  6. 孤独ノ隠レンボ
  7. 「-つくられた脚本-」(Instrumetal)
  8. 完全犯罪ラブレター
  9. 「-いきちがいの電話-」(Instrumental)
  10. Re:不在着信
  11. 「-しらない双子-」(Instrumental)
  12. ニセモノ注意報
  13. 「-あわせ鏡-」(Instrumental)
  14. 猿マネ椅子盗りゲーム
  15. 「-ゆがんだ憧憬-」(Instrumental)
  16. Re:平行恋線
  17. 「-にちじょうと舞台裏-」(Instrumetal)
  18. 負け犬至上主義
  19. 「-いつわりの入学式-」(Instrumental)
  20. 猟奇的ハイスクールライフ
  21. 「-はじまりの鐘-」(Instrumental)
  22. 在来ヒーローズ
  23. 「-いつもの日-」(Instrumental)
  24. 平凡な日常
  25. 「-舞台挨拶-」(Instrumental)
- DVD
  1. 孤独ノ隠レンボ
    - Directed by こみね

  2. ニセモノ注意報
    - Directed by こみね

  3. 完全犯罪ラブレター
    - Directed by こみね

  4. 猿マネ椅子盗りゲーム
    - Directed by 空

  5. 在来ヒーローズ
    - Directed by わんにゃぷー

## ノベライズ
楽曲の作詞を担当するスズム自身によるノベライズが、2013年2月にメディアファクトリー（MF文庫J）から発売された。イラストはさいね、こみね。1巻以降続巻された。
- 終焉ノ栞（2013年2月25日発売、ISBN 4-8401-4957-7）
- 終焉ノ栞弐 報復-Re:vival-（2013年10月24日発売、ISBN 4-04-066032-3）
- 終焉ノ栞参 終末-Re:write-（2014年3月25日発売、ISBN 4-04-066314-4）
- 終焉ノ栞詩 欠落-Re:code-（2014年7月25日発売、ISBN 978-4-04-066920-5）

## コミカライズ
結城あみのによるコミカライズ『終焉ノ栞』がメディアファクトリーの月刊コミックジーンで連載されていた。単行本全7巻。
1. 2013年3月27日発売、ISBN 978-4-04-066270-1
2. 2013年7月27日発売、ISBN 978-4-04-066271-8
3. 2013年11月27日発売、ISBN 978-4-04-066124-7
4. 2014年6月27日発売、ISBN 978-4-04-066598-6
5. 2014年11月27日発売、ISBN 978-4-04-067204-5
6. 2015年6月27日発売、ISBN 978-4-04-067545-9
7. 2016年1月27日発売、ISBN 978-4-04-067886-3

## 注記・出典
1. ↑  VOCALOIDを使用した楽曲製作を主とするミュージシャンのこと。
2. 1 2 3 4  【速報】『終焉ノ栞』プロジェクト始動、ニコニコ動画の人気クリエイター陣による小説が2月25日に発売予定！[リンク切れ] - MF文庫J編集部ブログ、2012年12月15日更新分。
3. 1 2 3 4  動画、音楽、小説で仕掛けるホラーミステリープロジェクト「終焉ノ栞」とは - ダ・ヴィンチ電子ナビ、2013年3月28日更新分。
4. 1 2  ビクターエンタテインメント公式・MOVIEページ[リンク切れ]。2013年4月2日閲覧。
5. 1 2  終焉ノ栞プロジェクト、アルバム『終焉-Re:write-』＆小説『終焉ノ栞』発売決定 - BARKS、2013年1月16日更新分。
6. ↑  「終焉ノ栞プロジェクト」の主犯・150Pがメジャーデビュー - ナタリー、2013年1月11日更新分
7. 1 2 3  ニコ動で話題 「終焉ノ栞プロジェクト」CDアルバムとライトノベルのリリースが決定 - アニメ！アニメ！、2013年1月12日更新分。
8. ↑  終焉ノ栞×カラオケの鉄人 - 2013年4月2日閲覧。
9. ↑  KONAMI、『jubeat plus』と『REFLEC BEAT plus』で「終焉の栞プロジェクト」とのコラボパックを配信 - Social Game Info、2013年12月13日閲覧。
10. ↑  ビクターエンタテインメント公式・DISCOGRAPHYページ[リンク切れ]。2013年4月2日閲覧。
11. ↑  ビクターエンタテインメント公式・INFOMATIONページ[リンク切れ]。2013年2月28日更新分。
12. ↑  アルバム内リーフレット。収録楽曲リスト中の冒頭および終端に収録されたナレーションを神谷が、曲間に収録されたナレーションを相沢が担当した。
13. ↑  2013年03月11日〜2013年03月17日のCDアルバム週間ランキング（2013年03月25日付）。2013年4月2日閲覧
14. ↑  【2/25（月）発売】小説『終焉ノ栞』入荷！池袋潜入レポ＆特典紹介！[リンク切れ] - MF文庫J編集部ブログ、2013年2月24日更新分。